# Marlens

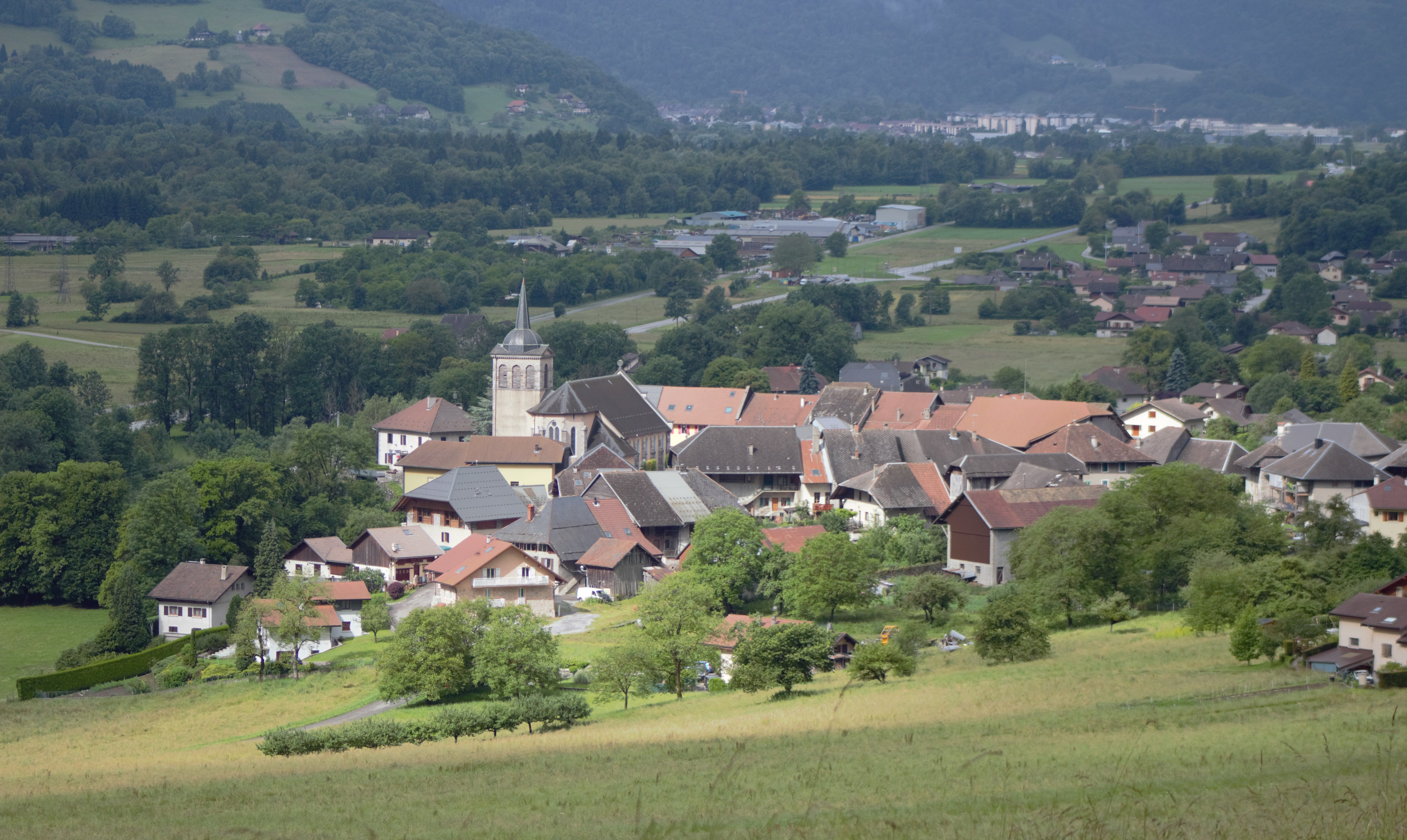
Marlens

Marlens is een plaats en voormalige gemeente in het Franse departement Haute-Savoie (regio Auvergne-Rhône-Alpes) en telt 761 inwoners (2004). De plaats maakt deel uit van het arrondissement Annecy.Marlens is op 1 januari 2016 gefuseerd met de gemeente Cons-Sainte-Colombe tot de gemeente Val de Chaise. 

## Geografie
De oppervlakte van Marlens bedraagt 15,3 km², de bevolkingsdichtheid is 49,7 inwoners per km².
De onderstaande kaart toont de ligging van Marlens met de belangrijkste infrastructuur en aangrenzende gemeenten.

## Demografie
Onderstaande figuur toont het verloop van het inwonertal (bron: INSEE-tellingen).